# لويس جوست الابن
لويس جوست الابن (بالإنجليزية: Louis Cameron Gossett, Jr)‏، ممثل أمريكي كوميدي، من مواليد 27 مايو 1936، والحائز على جائزة أوسكار لدوره في فيلم السادات.

## الوفاة
توفي لويس جوست في 29 مارس 2024 عن عمر ناهز السابعة والثمانين.

## وصلات خارجية
- لويس جوست الابن على موقع IMDb (الإنجليزية)
- لويس جوست الابن على موقع الموسوعة البريطانية (الإنجليزية)
- لويس جوست الابن على موقع روتن توميتوز (الإنجليزية)
- لويس جوست الابن على موقع مونزينجر (الألمانية)
- لويس جوست الابن على موقع ألو سيني (الفرنسية)
- لويس جوست الابن على موقع ميوزك برينز (الإنجليزية)
- لويس جوست الابن على موقع تيرنر كلاسيك موفيز (الإنجليزية)
- لويس جوست الابن على موقع أول موفي (الإنجليزية)
- لويس جوست الابن على موقع قاعدة بيانات برودواي على الإنترنت (الإنجليزية)
- لويس جوست الابن على موقع قاعدة بيانات الأفلام السويدية (السويدية)